# شون هيل
شون هيل (بالفرنسية: Shawn Hill)‏ (و. 1981  م) هو لاعب كرة قاعدة كندي، ولد في ميسيساغا، شارك في الألعاب الأولمبية الصيفية 2004، مركز لعبه هو مرسل الكرة ‏.

## روابط خارجية
- شون هيل على موقع دوري كرة القاعدة الرئيسي (الإنجليزية)
- شون هيل على موقعبيزبول رفرنس.كوم (الدوري الرئيسي) (الإنجليزية)
- شون هيل على موقعبيزبول رفرنس.كوم (الدوري الثانوي) (الإنجليزية)
- شون هيل على موقع إي إس بي إن.كوم (أم.أل.بي) (الإنجليزية)
- شون هيل على موقع مشجعي الرسوم البيانية (الإنجليزية)
- شون هيل على موقع أوليمبيديا (الإنجليزية)